# Symbatica
Symbatica is een geslacht van vlinders van de familie tastermotten (Gelechiidae).

## Soorten
- S. cryphias Meyrick, 1910
- S. heimella Viette, 1954